# 德雷頓普萊恩斯 (密歇根州)
德雷頓普萊恩斯（英語：Drayton Plains）是位於美國密歇根州奧克蘭縣沃特福德鎮區的一個非建制地區。

## 地理
德雷頓普萊恩斯所處的海拔為高於海平面297米（即974英呎），而該地所採用的時區為UTC-5，即北美东部時區（EST）。同時該地設有夏令時間，為UTC-5調快一小時，即UTC-4（EDT）。